# Alchemilla pseudopsiloneura
Alchemilla pseudopsiloneura é uma espécie de rosácea do gênero Alchemilla, pertencente à família Rosaceae.